# George Henry Wright

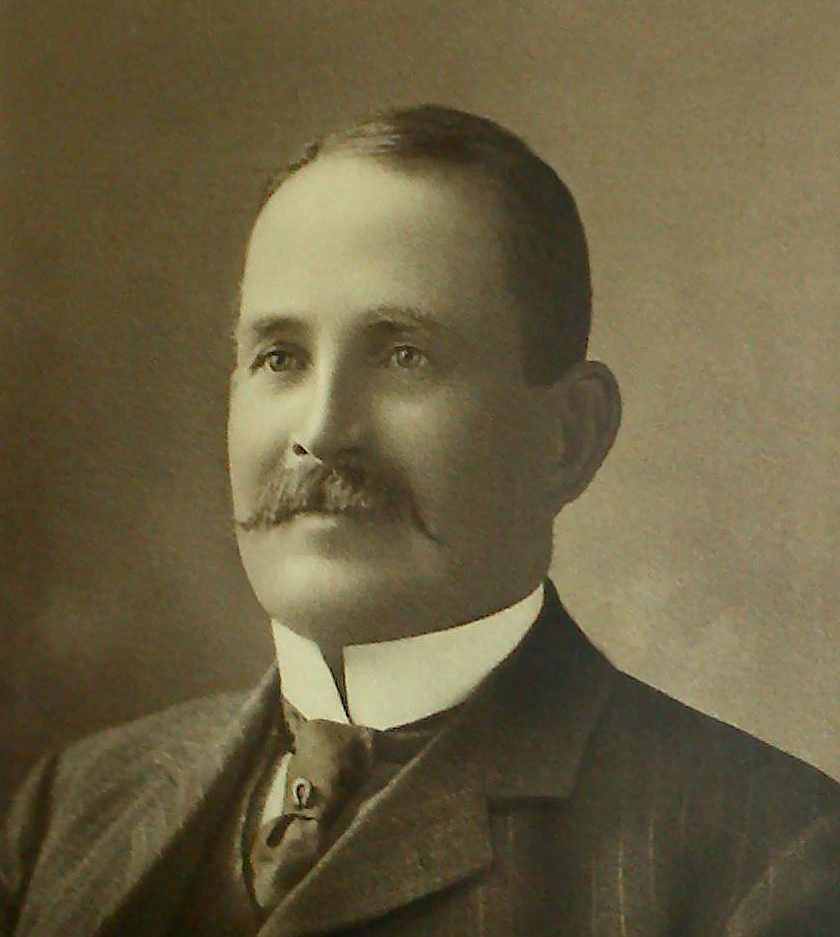
George Wright de Halifax, Nueva Escocia.

George Henry Wright (26 de octubre de 1849 - 15 de abril de 1912) fue un prominente empresario y filántropo en Halifax, Nueva Escocia. Nació en Wright Cove, Nueva Escocia y murió en el hundimiento del Titanic a los 63 años.

## Vida
Hijo de un granjero, tuvo una idea durante una visita a la Exposición Universal de Filadelfia de 1876 y estableció Write's World Business Directory en Boston, un directorio de empresas internacionales cuyo éxito como guía imprescindible en el mundo empresarial en tres continentes lo convirtió en millonario antes de los treinta años; más tarde regresó a Halifax e invirtió en la ciudad. Su propia casa en 989 Young Avenue, y dos de sus edificios públicos, el Marble Wright Building (1672 Barrington St.) y el The Saint Paul Building, (1684 Barrington St., antigua sede de la librería JW Doull) todavía se encuentran en el centro de Halifax. Fueron todos construidos por el arquitecto James Charles Philip Dumaresq.
Fue un filántropo que desarrolló el primer proyecto de viviendas sociales en la provincia. Dejó en su testamento su casa al Consejo Local de Mujeres de Halifax para promover la causa del sufragio femenino (las mujeres lograron el derecho al voto seis años después de la muerte de Wright). También fue uno de los grandes contribuyentes al fondo de construcción de la Y.M.C.A. y la Dalhousie University.
Un entusiasta navegante, Wright poseía varios barcos incluyendo la balandra Princess, construida por H.W. Embree and Sons en Port Hawkesbury, Nueva Escocia. Wright también creó la Copa George Wright, un trofeo de regatas a vela en el Royal Nova Scotia Yacht Squadron.

## En el Titanic
Wright se encontraba en París desde el otoño de 1911, aparentemente reservó pasaje en el último minuto. Su nombre no aparece en la lista de pasajeros distribuida durante el viaje. Pagó 26 libras por el billete pero no consta qué camarote se le asignó, pero era uno con litera, probablemente en la cubierta E, donde fueron alojados muchos viajeros comerciales tanto de primera como de segunda clase.
Nadie recuerda haberle visto durante el viaje, y sus amigos especularon que debido a que tenía el sueño pesado, probablemente se fue a la cama el 14 de abril y no llegó a despertar.
A pesar de que su cuerpo no fue recuperado, una lápida con su nombre fue colocada en el cementerio de la Christ Church en Darmouth.

## Legado
- La Wright Avenue, en Halifax.
- La Copa George Wright del Royal Nova Scotia Yacht Squadron.

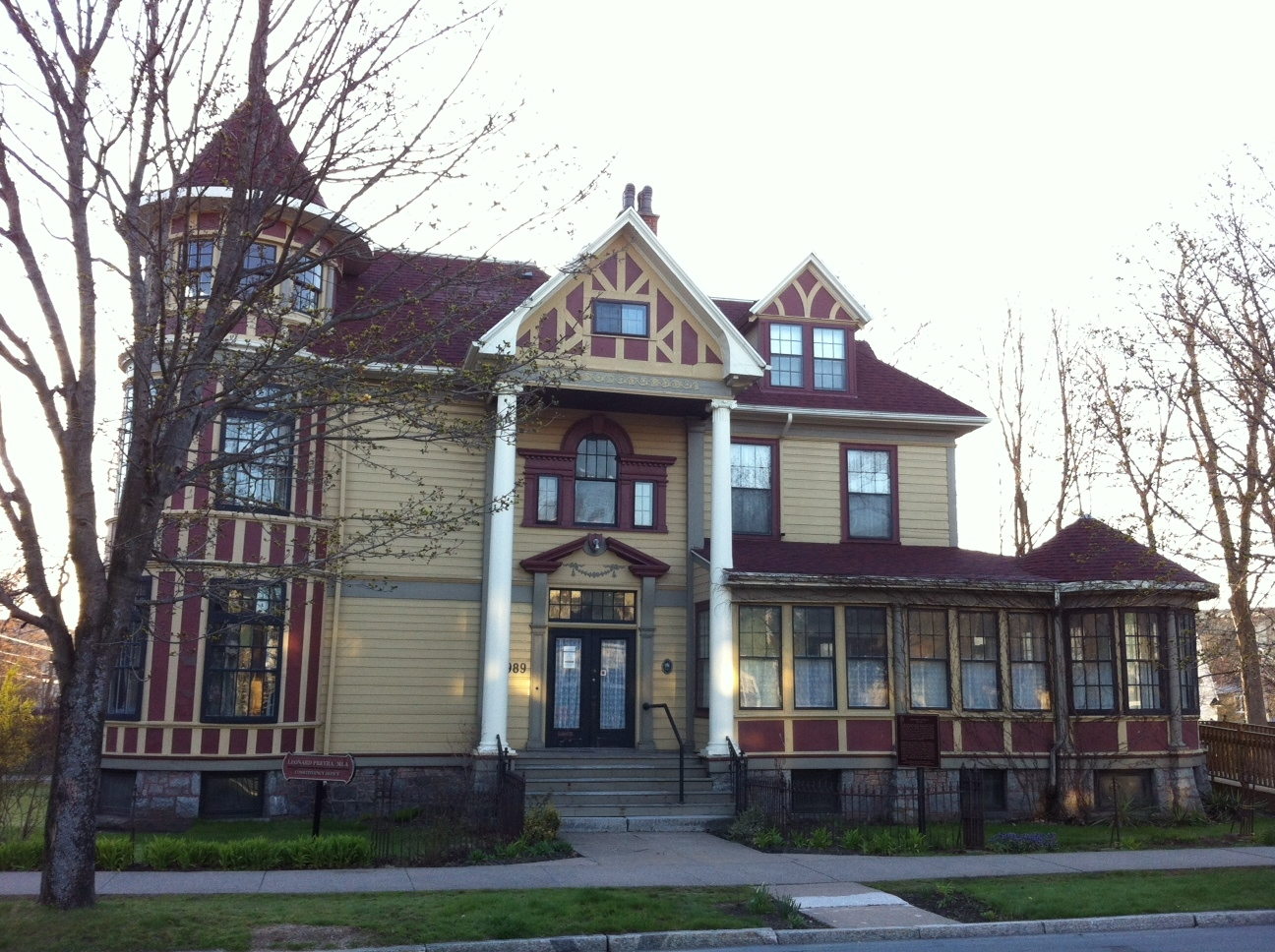
Casa de George Henry Wright que legó al Consejo Local de Mujeres de Halifax, Nueva Escocia en 1912.

## Bibliografía

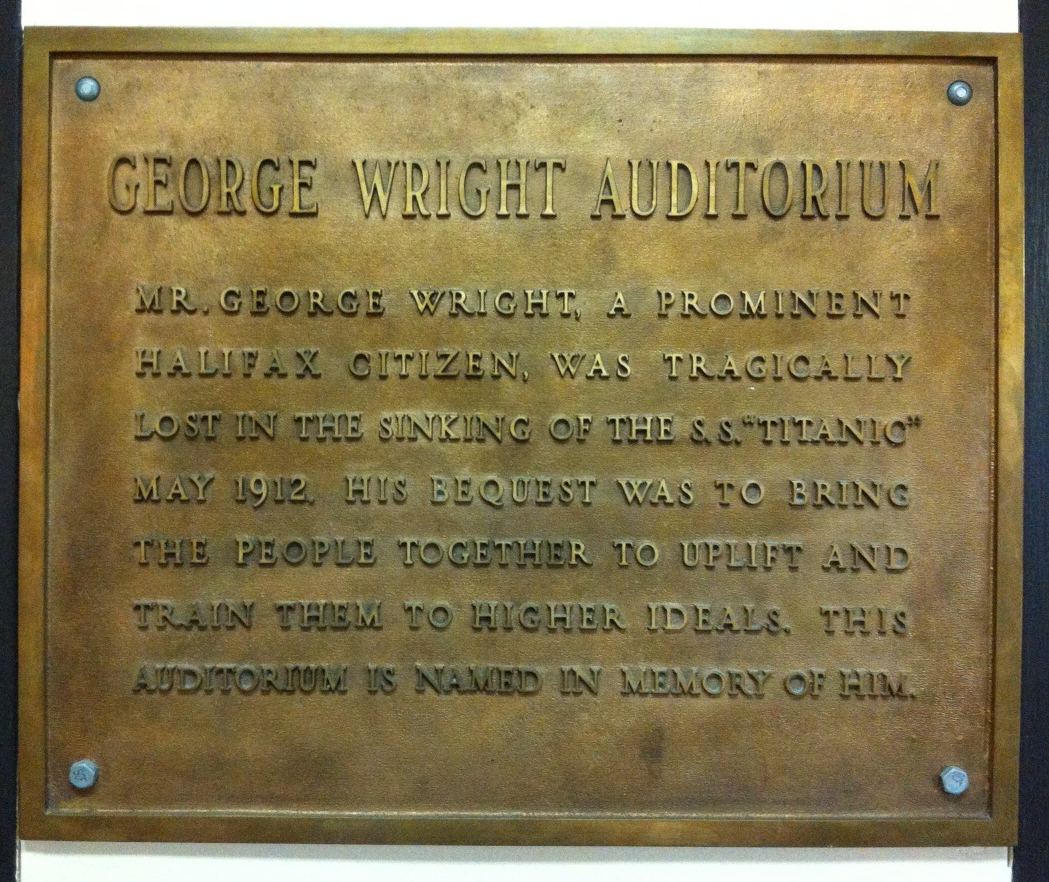
Placa en memoria de George Wright, auditorio de la YMCA, Halifax, Nueva Escocia.